# Родитељ
Родитељ се стара о свом потомству. Код људи мајка и/или отац чине родитеље. Биолошки родитељ је жена (мајка) или мушкарац (отац), од чије јајне ћелије односно сперматозоида, је настало дете. Родитељом се такође може сматрати предак који је уклоњен за једну генерацију. Са недавним медицинским напретком, могуће је имати више од два биолошка родитеља. Примери трећих биолошких родитеља обухватају случајеве који сурогатног мајчинства или трећу особу која је дала узорке ДНК током асистиране репродуктивне процедуре која је променила генетски материјал примаоца.
Најчешћи типови родитеља су мајке, очеви, очух, деда и баба. Мајка је „жена у односу на дете или децу коју је родила.“ Међутим, степен у коме је друштвено прихватљиво да родитељ буде укључен у живот свог потомства варира од културе до културе. за онај који показује премало укључености понекад се каже да показује занемаривање деце, док се за онај који је превише укључен понекад каже да је превише заштитнички настројен или наметљив.

## Типови

### Биолошки родитељи
Биолошки родитељи су особе од којих појединац наслеђује своје гене. Термин се генерално користи само ако постоји потреба да се разликују нечији родитељи од њихових биолошких родитеља, на пример, особа чији се отац поново оженио може назвати очеву нову жену својом маћехом и наставити да се ословљава своју мајку нормално, иако неко ко има мало или нимало контакта са својом биолошком мајком, може ословљавати свог хранитеља као своју мајку, а своју биолошку мајку као такву, или можда њеним именом.

### Мајка
Мајка је жена која има материнску везу са другом особом, било да је настала зачећем, рађањем или подизањем појединца у улози родитеља. Више од једне жене може имати такве везе са појединцем. Због сложености и разлика у друштвеним, културним и религиозним дефиницијама и улогама мајке, тешко је дефинисати мајку тако да одговара универзално прихваћеној дефиницији. Коришћење сурогатне мајке може довести до објашњења да постоје две биолошке мајке.

### Отац
Отац је мушки родитељ било које врсте потомства. То може бити особа која учествује у подизању детета или која је обезбедила биолошки материјал, сперму, што резултира рођењем детета.

### Баба и деда
Баба и деда су родитељи родитеља дате особе, било да је то отац или мајка. Свако створење које се сексуално репродукује, а које није генетска химера, има највише четири генетска претка другог реда, осам генетских прабаба и прадеда, шеснаест генетских предака следећег реда и тако даље. Ретко, као у случају инцеста браће или сестара, ови бројеви су мањи.

## Улоге и одговорности

### Родитељство
Родитељство или васпитање деце је процес промовисања и подршке физичком, емоционалном, социјалном, финансијском и интелектуалном развоју детета од детињства до одраслог доба. Родитељство се односи на аспекте васпитања детета поред биолошке везе.

## Род и родна мешавина
Дете има најмање једног биолошког оца и најмање једну биолошку мајку, али није свака породица традиционална нуклеарна породица. Постоје многе варијанте, као што су усвајање, заједничко родитељство, пасторко и ЛГБТ родитељство, око којих је било контроверзи.
Литература о друштвеним наукама одбацује идеју да постоји оптимална родна мешавина родитеља или да деца и адолесценти са родитељима истог пола трпе било какве развојне недостатке у поређењу са онима са два родитеља супротног пола. Стручњаци и главна удружења сада се слажу да постоји добро утврђен и прихваћен консензус у овој области да не постоји оптимална родна комбинација родитеља. Литература о породичним студијама указује да су породични процеси (као што су квалитет родитељства и односи у породици) ти који доприносе одређивању благостања и „исхода“ деце, а не породичне структуре, саме по себи, као што су број, пол, сексуалност и ванбрачни статус родитеља.

## Генетика

### Сукоб родитеља и потомака
Потомство које мрзи свог оца назива се мисопатер, онај који мрзи своју мајку је мисоматер, док је родитељ који мрзи своје потомство мисопедиста. Конфликт између родитеља и потомака описује еволутивни сукоб који произлази из разлика у оптималној способности родитеља и њихових потомака. Док родитељи имају тенденцију да максимизирају број потомака, потомци могу повећати своју кондицију тако што ће добити већи удео родитељског улагања често такмичећи се са својом браћом и сестрама. Теорију је предложио Роберт Триверс 1974. године и проширује општију теорију себичних гена и она је коришћена за објашњење многих уочених биолошких феномена. На пример, код неких врста птица, иако родитељи често полажу два јајета и покушавају да одгајају двоје или више младих, најјачи младици узимају већи део хране коју доносе родитељи и често ће убити слабијег брата или сестру, што је чин познато као сиблицид.

### Емпатија
Дејвид Хејг је тврдио да ће људски фетални гени бити одабрани да извуку више ресурса од мајке него што би било оптимално да мајка да, што је хипотеза која је добила емпиријску подршку. Плацента, на пример, лучи алокрине хормоне који смањују осетљивост мајке на инсулин и на тај начин омогућавају фетусу веће количине шећера у крви. Мајка реагује повећањем нивоа инсулина у крвотоку, плацента има инсулинске рецепторе који стимулишу производњу ензима који разграђују инсулин који се супротстављају овом ефекту.

## Имати децу и срећу
У Европи су родитељи генерално срећнији од неродитеља. Код жена се срећа повећава након првог детета, али рађање деце вишег реда није повезано са даљим повећањем благостања. Чини се да се срећа највише повећава у години пре и после првог порођаја.